# Carolina Klüft
Carolina Evelyn Klüft (Sandhult, 2 febbraio 1983) è un'ex multiplista, lunghista e triplista svedese.
Si è specializzata nel salto in lungo e salto triplo dopo aver dominato, tra il 2003 e il 2007, la scena mondiale nelle prove multiple.

## Biografia

### Gli inizi e il dominio nelle prove multiple
Si mette in mostra ai Mondiali juniores di Santiago del Cile nel 2000, dove conquista la medaglia d'oro. Dopodiché vince gli Europei juniores di Grosseto nel 2001 e ancora i mondiali juniores a Kingston nel 2002.
Nella categoria seniores il primo risultato di prestigio è il bronzo agli Europei indoor di Vienna 2002. Nello stesso anno arriva anche la prima grande affermazione con l'oro conquistato agli Europei di Monaco di Baviera. L'anno successivo vince i Mondiali indoor a Birmingham e quelli all'aperto a Saint-Denis, dove s'impone all'attenzione del grande pubblico anche grazie al punteggio notevolissimo (7 001 punti); a fine anno riceve la medaglia d'oro dello Svenska Dagbladet, il premio assegnato dal quotidiano Svenska Dagbladet al miglior sportivo svedese dell'anno.
Ad Atene nel 2004 è oro olimpico e nel 2005 vince l'Euroindoor a Madrid ed il Mondiale a Helsinki. Nel 2006 si conferma campionessa europea di eptathlon agli Europei di Göteborg, dove ottiene anche un sesto posto nella gara del salto in lungo. Nel 2007 arriva ad Ōsaka il terzo alloro mondiale, insieme al nuovo primato europeo: 7 032 punti.
La Klüft è uno dei pochi atleti al mondo, sia uomini che donne, ad essersi aggiudicata le 5 principali competizioni internazionali di atletica leggera: Giochi olimpici, Mondiali all'aperto e indoor, titolo continentale all'aperto e indoor.

### Il passaggio ai salti
Il 19 marzo 2008 annuncia la sua decisione lasciare l'eptathlon per concentrarsi sul salto in lungo e sul salto triplo, rinunciando così a difendere l'oro olimpico di Atene 2004 a Pechino. L'atleta svedese afferma di non avere più la motivazione necessaria per competere ad alto livello nell'eptathlon, non escludendo tuttavia un suo ritorno futuro a questa disciplina.
Il 22 agosto dello stesso anno, ai Giochi olimpici di Pechino, ottiene solo un nono posto nella finale del lungo (6,49 m). Nel salto in lungo ha vinto due europei under 23 (2003 e 2005) e un bronzo ai Mondiali indoor 2004.
Il 2 settembre 2012 al Finland-Sweden athletics international disputato a Göteborg conclude ufficialmente la propria carriera agonistica correndo una frazione della staffetta 4×400 metri.

## Record nazionali

### Seniores
- Salto in lungo indoor: 6,92 m ( Budapest, 7 marzo 2004)
- Salto triplo: 14,29 m ( Växjö, 8 giugno 2008)
- Eptathlon: 7 032 p. ( Osaka, 26 agosto 2007)
- Pentathlon indoor: 4 948 p. ( Madrid, 4 marzo 2005)
- Staffetta 4×100 metri: 43"61 ( Göteborg, 27 agosto 2005) (Emma Rienas, Carolina Klüft, Jenny Kallur, Susanna Kallur)
- Staffetta 4×400 metri: 3'31"28 ( Gävle, 19 giugno 2005) (Emma Björkman, Carolina Klüft, Ellinor Stuhrmann, Lena Aruhn)

## Progressione

### Salto in lungo
| Stagione | Misura | Luogo      | Data       | Rank. Mond. |
| -------- | ------ | ---------- | ---------- | ----------- |
| 2011     | 6,73 m | Stoccolma  | 19-6-2011  | 33ª         |
| 2010     | 6,62 m | Barcellona | 27-7-2010  | 50ª         |
| 2009     | 6,53 m | Göteborg   | 9-6-2009   | 78ª         |
| 2008     | 6,87 m | Istanbul   | 22-6-2008  | 13ª         |
| 2007     | 6,85 m | Osaka      | 26-8-2007  | 13ª         |
| 2006     | 6,67 m | Oslo       | 2-6-2006   | 28ª         |
| 2005     | 6,87 m | Helsinki   | 7-8-2005   | 5ª          |
| 2004     | 6,97 m | Tallinn    | 4-7-2004   | 6ª          |
| 2003     | 6,86 m | Bydgoszcz  | 19-7-2003  | 5ª          |
| 2002     | 6,48 m | Gävle      | 18-8-2002  | 70ª         |
| 2001     | 6,26 m | Växjö      | 26-8-2001  |             |
| 2000     | 6,08 m | Santiago   | 21-10-2000 |             |

### Salto in lungo indoor
| Stagione | Misura | Luogo      | Data      | Rank. Mond. |
| -------- | ------ | ---------- | --------- | ----------- |
| 2007/08  | 6,46 m | Birmingham | 16-2-2008 | 49ª         |
| 2006/07  | 6,59 m | Birmingham | 2-3-2007  | 19ª         |
| 2004/05  | 6,84 m | Göteborg   | 3-2-2005  | 1ª          |
| 2003/04  | 6,92 m | Budapest   | 7-3-2004  | 4ª          |
| 2002/03  | 6,61 m | Birmingham | 4-3-2003  | 16ª         |
| 2001/02  | 6,35 m | Korsholm   | 9-2-2002  | 46ª         |

### Eptathlon
| Stagione | Punteggio | Luogo       | Data       | Rank. Mond. |
| -------- | --------- | ----------- | ---------- | ----------- |
| 2007     | 7 032 p.  | Osaka       | 26-8-2007  | 1ª          |
| 2006     | 6 740 p.  | Göteborg    | 8-8-2006   | 1ª          |
| 2005     | 6 887 p.  | Helsinki    | 7-8-2005   | 2ª          |
| 2004     | 6 952 p.  | Atene       | 21-8-2004  | 1ª          |
| 2003     | 7 001 p.  | Saint-Denis | 24-8-2003  | 1ª          |
| 2002     | 6 542 p.  | Monaco      | 10-8-2002  | 1ª          |
| 2001     | 6 022 p.  | Grosseto    | 22-7-2001  |             |
| 2000     | 6 056 p.  | Santiago    | 21-10-2000 |             |

### Pentathlon
| Stagione | Punteggio | Luogo      | Data      | Rank. Mond. |
| -------- | --------- | ---------- | --------- | ----------- |
| 2006/07  | 4 944 p.  | Birmingham | 2-3-2007  | 1ª          |
| 2004/05  | 4 948 p.  | Madrid     | 4-3-2005  | 1ª          |
| 2002/03  | 4 933 p.  | Birmingham | 14-3-2003 | 1ª          |
| 2001/02  | 4 535 p.  | Vienna     | 1-3-2002  | 3ª          |
| 1999/00  | 4 261 p.  | Eskilstuna | 12-2-2000 | 23ª         |

## Palmarès
| Anno | Manifestazione    | Sede       | Evento         | Risultato | Prestazione | Note                                     |
| ---- | ----------------- | ---------- | -------------- | --------- | ----------- | ---------------------------------------- |
| 2000 | Mondiali juniores | Santiago   | Eptathlon      | Oro       | 6 056 p.    |                                          |
| 2001 | Europei juniores  | Grosseto   | Eptathlon      | Oro       | 6 022 p.    |                                          |
| 2002 | Europei indoor    | Vienna     | Pentathlon     | Bronzo    | 4 535 p.    |                                          |
| 2002 | Mondiali juniores | Kingston   | Eptathlon      | Oro       | 6 470 p.    |                                          |
| 2002 | Europei           | Monaco     | Eptathlon      | Oro       | 6 542 p.    | Miglior prestazione mondiale under 20    |
| 2003 | Mondiali indoor   | Birmingham | Pentathlon     | Oro       | 4 933 p.    | Record dei campionati                    |
| 2003 | Europei under 23  | Bydgoszcz  | Salto in lungo | Oro       | 6,86 m      |                                          |
| 2003 | Mondiali          | Parigi     | Eptathlon      | Oro       | 7 001 p.    | Miglior prestazione mondiale stagionale  |
| 2004 | Mondiali indoor   | Budapest   | Salto in lungo | Bronzo    | 6,92 m      | Record nazionale                         |
| 2004 | Giochi olimpici   | Atene      | Salto in lungo | 10ª       | 6,63 m      |                                          |
| 2004 | Giochi olimpici   | Atene      | Eptathlon      | Oro       | 6 952 p.    |                                          |
| 2005 | Europei indoor    | Madrid     | Pentathlon     | Oro       | 4 948 p.    | Record nazionale                         |
| 2005 | Europei under 23  | Erfurt     | Salto in lungo | Oro       | 6,79 m      |                                          |
| 2005 | Mondiali          | Helsinki   | Eptathlon      | Oro       | 6 887 p.    | Miglior prestazione personale stagionale |
| 2006 | Europei           | Göteborg   | Salto in lungo | 6ª        | 6,54 m      |                                          |
| 2006 | Europei           | Göteborg   | Eptathlon      | Oro       | 6 740 p.    | Record dei campionati                    |
| 2007 | Europei indoor    | Birmingham | Pentathlon     | Oro       | 4 944 p.    | Miglior prestazione mondiale stagionale  |
| 2007 | Mondiali          | Osaka      | Eptathlon      | Oro       | 7 032 p.    | Record europeo                           |
| 2008 | Giochi olimpici   | Pechino    | Salto in lungo | 8ª        | 6,49 m      |                                          |
| 2008 | Giochi olimpici   | Pechino    | Salto triplo   | 20ª (q)   | 13,97 m     |                                          |
| 2010 | Europei           | Barcellona | Salto in lungo | 11ª       | 6,33 m      |                                          |
| 2011 | Mondiali          | Taegu      | Salto in lungo | 4ª        | 6,56 m      |                                          |

## Altre competizioni internazionali
2003
- Oro all'Hypomeeting ( Götzis), eptathlon - 6 602 p.

2004
- Oro all'Hypomeeting ( Götzis), eptathlon - 6 820 p.

2005
- Oro all'Hypomeeting ( Götzis), eptathlon - 6 824 p.

2006
- Oro all'Hypomeeting ( Götzis), eptathlon - 6 719 p.

2007
- Oro all'Hypomeeting ( Götzis), eptathlon - 6 681 p.

2011
- Argento agli Europei a squadre ( Stoccolma), salto in lungo - 6,73 m

## Riconoscimenti
- Atleta europea dell'anno (2003, 2006)
- Atleta mondiale emergente dell'anno (2002)